# 2008 ve filmu

## Filmy roku 2008

### České filmy
- Bába (krátkometrážní, režie: Zuzana Špidlová)
- Bathory (režie: Juraj Jakubisko)
- Bobule (režie: Tomáš Bařina)
- BrainStorm (televizní film, režie: Jiří Strach)
- Děti noci (režie: Michaela Pavlátová)
- František je děvkař (režie: Jan Prušinovský)
- Karamazovi (režie: Petr Zelenka)
- Kouzelný most (krátkometrážní film, režie: Jan Chramosta)
- Kuličky (režie: Olga Dabrowská)
- Les mrtvých (televizní film, režie: Jiří Svoboda)
- Máj (režie: F. A. Brabec)
- Na vlastní nebezpečí (režie: Filip Renč)
- Nestyda (režie: Jan Hřebejk)
- O rodičích a dětech (režie: Vladimír Michálek)
- O život (režie: Milan Šteindler)
- Občan Havel (dokumentární film, režie: Pavel Koutecký, Miroslav Janek)
- Pohádkové počasí (televizní pohádka, režie: Tomáš Krejčí)
- Polibek na cestu (povídkový televizní film, režie: Zuzana Zemanová - Hojdová)
- Svatba na bitevním poli (režie: Dušan Klein)
- Taková normální rodinka (režie: Patrik Hartl)
- Tobruk (režie: Václav Marhoul)
- U mě dobrý (režie: Jan Hřebejk)
- Venkovský učitel (režie: Bohdan Sláma)

### Zahraniční filmy
- 1968 Tunnel Rats (režie: Edward Zwick)
- Asterix a Olympijské hry (režie: Frédéric Forestier)
- Atentát na střední (režie: Brett Simon)
- Barva kouzel (režie: Vadim Jean)
- Bolt - pes pro každý případ (režie: Chris Williams, Byron Howard)
- Bratři Bloomovi (režie: Rian Johnson)
- Camp Rock (režie: Matthew Diamond)
- Cestující (režie: Rodrigo García)
- Čistá práce (režie: Roger Donaldson)
- Čivava z Beverly Hills (režie: Raja Gosnell)
- Disaster Movie (režie: Jason Friedberg, Aaron Seltzer)
- Disco (režie: Fabien Onteniente)
- Dostaňte agenta Smarta (režie: Peter Sagel)
- Futurama: Benderova hra (režie: Peter Avanzino)
- Futurama: Milion a jedno chapadlo (režie: Peter Avanzino)
- Gran Torino (režie: Clint Eastwood)
- Hancock (režie: Peter Berg)
- Hellboy 2: Zlatá armáda (režie: Guillermo del Toro)
- Hranice úsvitu (režie: Philippe Garrel)
- Chlapec v pruhovaném pyžamu (režie: Mark Herman)
- Indiana Jones a království křišťálové lebky (režie: Steven Spielberg)
- Iron Man (režie: Jon Favreau)
- Jak ukrást nevěstu (režie: Paul Weiland)
- Jezero smrti (režie: James Watkins)
- Krvavé pobřeží (režie: John Woo)
- Králova přízeň (režie: Justin Chadwick)
- Kung Fu Panda (režie: Mark Osborne, John Stevenson)
- Lekce neslušného chování (režie: Stephan Elliott)
- Letopisy Narnie: Princ Kaspian (režie: Andrew Adamson)
- Lets dance 2 (režie: John Ju)
- Lovecká sezóna 2 (režie: Matthew O'Callaghan, Todd Wilderman)
- Madagaskar 2: Útěk do Afriky (režie: Eric Darnell, Tom McGrath)
- Mamma Mia! (režie: Phyllida Lloyd)
- Mejdan v Las Vegas (režie: Tom Vaughan)
- Milionář z chatrče (režie: Danny Boyle, Loveleen Tandan)
- Mumie: Hrob Dračího císaře (režie: Rob Cohen)
- Muzikál ze střední 2 (režie: Kenny Ortega)
- Muzikál ze střední 3: Maturitní ročník (režie: Kenny Ortega)
- Muž a jeho pes (režie: Francis Huster)
- Na hraně lásky (režie: John Maybury)
- Nic než pravda (režie: Rod Lurie)
- Odpor (režie: Edward Zwick)
- Oko bere (režie: Robert Luketic)
- Paříž (režie: Cédric Klapisch)
- Po přečtení spalte (režie: Joel Coen, Ethan Coen)
- Pod kontrolou (režie: Jennifer Lynchová)
- Podivuhodný případ Benjamina Buttona (režie: David Fincher)
- Pochyby (režie: John Patrick Shanley)
- Předčítač (režie: Stephen Daldry)
- Quantum of Solace (režie: Marc Forster)
- Quid Pro Quo (režie: Carlos Brooks)
- Rachel se vdává (režie: Jonathan Demme)
- Rambo: Do pekla a zpět (režie: Sylvester Stallone)
- Religulous (režie: Larry Charles)
- Sex ve městě (režie: Michael Patrick King)
- Shine a Light (režie: Martin Scorsese)
- Smrt čeká všude (režie: Kathryn Bigelowová)
- Speed Racer (režie: Andy Wachowski, Larry Wachowski)
- Street Kings (režie: David Ayer)
- Suprhrdina (režie: Craig Mazin)
- Temný rytíř (režie: Christopher Nolan)
- Tohle je Sparta! (režie: Jason Friedberg, Aaron Seltzer)
- Tropická bouře (režie: Ben Stiller)
- Uprostřed nicoty (režie: John Stockwell)
- Určitě, možná (režie: Adam Brooks)
- V Bruggách (režie: Martin McDonagh)
- VALL-I (režie: Andrew Stanton)
- Valkýra (režie: Bryan Singer)
- Valčík s Bašírem (režie: Ari Folman)
- Velcí bratři (režie: David Wain)
- Vicky Cristina Barcelona (režie: Woody Allen)
- Vévodkyně (režie: Saul Dibb)
- Zeitgeist: Addendum (režie: Peter Joseph)
- Zvláštní škola (režie: Mark Lafferty)
- Zázraky se nedějí (režie: Mark Pellington)